# Tasmanocoenis
Tasmanocoenis je rod hmyzu z čeledi Caenidae. Do tohoto rodu se řadí sedm druhů jepic. Jako první tento druh popsal Lestage v roce 1930.

## Seznam druhů
Do tohoto rodu patří sedm druhů:
- Tasmanocoenis arcuata (Alba-Tercedor a Suter, 1990)
- Tasmanocoenis jillongi (Harker, 1957)
- Tasmanocoenis novaegiuneae (van Bruggen, 1957)
- Tasmanocoenis queenslandica (Soldán, 1978)
- Tasmanocoenis rieki (Soldán, 1978)
- Tasmanocoenis tillyardi (Lestage, 1938)
- Tasmanocoenis tonnoiri (Lestage, 1931)